# Helmut Caspar
Helmut Caspar (* 19. Juli 1921 in Wallenrod; † 5. August 1980) war ein deutscher Politiker (SPD) und Abgeordneter des Hessischen Landtags.

## Leben
Helmut Caspar besuchte nach Volks- und Berufsschule bis 1938 verschiedene landwirtschaftliche Fachschulen und arbeitete danach als selbstständiger Landwirt. Er beantragte am 5. April 1939 die Aufnahme in die NSDAP und wurde zum 1. September desselben Jahres aufgenommen (Mitgliedsnummer 7.118.443). Eine Studie von Hans-Peter Klausch weist darauf hin, dass Caspar den Aufnahmeantrag im Alter von 17 Jahren gestellt habe und zu denen gehöre, die „wohl als jugendliche Opfer jahrelanger Indoktrination gesehen werden [können], aus denen sie sich spätestens nach dem Krieg gelöst haben“. 1940 bis 1945 leistete er Kriegsdienst, wurde verwundet und kam in Kriegsgefangenschaft.
Als SPD-Mitglied war er ab 1952 ehrenamtlicher Bürgermeister und Mitglied des Kreistages des Kreises Lauterbach, wo er die SPD-Fraktion führte. Nach der Gebietsreform in Hessen 1972 war er Kreistagsabgeordneter im Vogelsbergkreis und Stadtverordneter von Lauterbach. Dort war er seit 1972 Stadtverordnetenvorsteher.
Vom 2. Januar 1963 bis zum 30. November 1978 war er Mitglied des hessischen Landtags. 1964 war er Mitglied der 4. Bundesversammlung.

## Ehrungen
- 1973: Verdienstkreuz 1. Klasse der Bundesrepublik Deutschland[3]
- 1978: Großes Verdienstkreuz der Bundesrepublik Deutschland[4]